# Yum! Brands

Ehemaliges Logo

Die Yum! Brands, Inc. ist die weltgrößte Unternehmensgruppe für Systemgastronomie mit mehr als 50.000 Restaurants in 150 Ländern. Die Hauptzentrale des Konzerns befindet sich in Louisville (Kentucky). Die Geschäfte in Deutschland werden unter der Regie der beim Amtsgericht Düsseldorf registrierten Yum! Restaurants International Ltd. + Co. KG betrieben.

## Geschichte
Das Unternehmen wurde 1997 als Tricon Global Restaurants gegründet und entstand durch die Ausgliederung der Fastfood-Restaurants von PepsiCo. Im Mai 2002 wurde das Unternehmen in seinen heutigen Namen umbenannt.
Bis 2011 gehörten A&W und Long John Silver’s zum Unternehmen.

## Unternehmen
Zur Unternehmensgruppe gehören die Restaurantketten KFC, Pizza Hut, Taco Bell und The Habit Burger Grill. Weltweit betreibt Yum mehr als 54.000 Restaurants in 155 Ländern.
Yum! ist derzeit mit 163 KFC- und über 80 Pizza-Hut-Restaurants in Deutschland vertreten. 2016 unterzeichnete Yum! Brands Ausdehnungspläne in Europa mit der AmRest Holdings SE für Mittel- und Osteuropa. Am 31. Oktober 2016 gliederte Yum! Brands sein China-Geschäftsfeld in der börsennotierten Yum! Brands China Holding aus.
Mit einem Jahresumsatz von 6,842 Milliarden US-Dollar im Jahr 2022 ist Yum! Brands eines der umsatzstärksten Unternehmen der Fastfood-Branche.